# بيرسي فيندر
بيرسي فيندر (بالإنجليزية: Percy Fender)‏ (و. 1892 – 1985 م) هو لاعب كريكت بريطاني، ولد في بلهام، لندن، توفي في إكستر، عن عمر يناهز 93 عاماً.

## مناصب
تولى منصب member of London County Council ‏
.

## جوائز
حصل على جوائز منها:
لاعب كريكت ويسدن للسنة ‏